# Manfred L’age

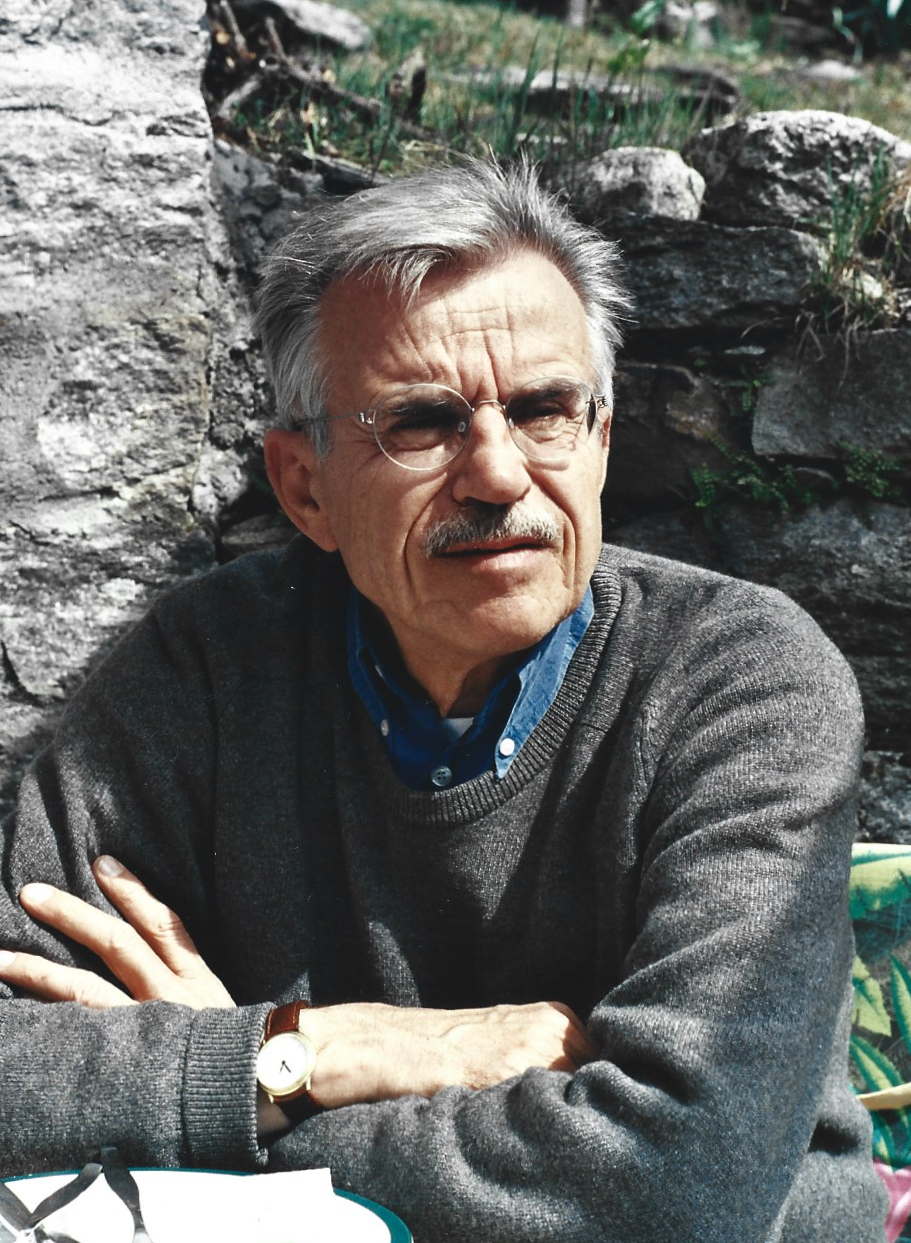
Manfred L’age in Vogorno, 2001

Manfred L’age (* 9. September 1934 in Berlin; † 31. Juli 2022 ebenda) war Facharzt für Innere Medizin und Chefarzt der Infektiologie des Berliner Auguste-Viktoria-Krankenhauses (AVK). Er behandelte dort seit den frühen 1980er Jahren AIDS-Patienten.
Mit über 50 Betten wurde die von ihm geleitete HIV-Station bald die größte Abteilung dieser Art bundesweit. Zusammen mit der Berliner Aidshilfe (BAH), den niedergelassenen Ärzten und anderen Akteuren entwickelte er 1986 ein neuartiges Versorgungskonzept, das als „Schöneberger Modell“ bekannt wurde. Er war Gründungsmitglied des Kuratoriums der Berliner Aidshilfe e. V., dessen Mitglied er auch über seinen Tod hinaus bleiben wird.
Er initiierte 1998 einen Skulpturengarten im AVK der bis heute besteht.

## Leben
In Berlin geboren, ging L’age auf das Lilienthal-Gymnasium (Lichterfelde) und machte dort 1954 sein Abitur. Er studierte Pharmazie an der Freien Universität Berlin (FU-Berlin). Sein Staatsexamen bestand er 1959 und fing im selben Jahr an, Medizin zu studieren (an der Ludwig-Maximilians-Universität München und an der FU Berlin). Während des Studiums lernte er seine zukünftige Frau Johanna L’age-Stehr kennen. Das Paar heiratete 1967 und hat eine Tochter. Er promovierte 1964 an der FU-Berlin und ging im Anschluss als Post-Doctoral Research Fellow an das Institut für Molekulare Biologie der Johann Wolfgang Goethe-Universität Frankfurt am Main. Von 1968 bis 1969 forschte er als Post-Doctoral Fellow an der Stanford University California (USA) am Department of Physiology zum Thema „Biomedical Engeniering – Computermodelle zur Regulation des Nebennierenrindensystems“. Er machte seine Facharztausbildung bis 1975 am Klinikum Steglitz der FU-Berlin und habilitierte dort 1979 mit dem Thema: „Regulationsstörungen des Nebennierenrindensystems im Diabetes mellitus“. 1979 wurde er Chefarzt der II. Inneren Abteilung am AVK – Schwerpunkt Gastroenterologie und Infektiologie. 1982 wurde er außerplanmäßiger Professor an der FU-Berlin.
Er emeritierte 2001 und starb 2022 im Alter von 87 Jahren.

## Wirken während der AIDS-Pandemie
Als 1981 die ersten Berichte über eine neuartige, tödlich verlaufende Erkrankung aus den USA kamen, waren er und seine Frau Johanna L’age-Stehr alarmiert. Das Mediziner-Paar beschäftigte sich in der Folgezeit intensiv mit dem Thema. Johanna L’age-Stehr besuchte als Leiterin des Fachgebietes „Allgemeine Virologie“ am Robert-Koch-Institut (RKI) im Laufe des Jahres 1982 das Center of Disease Control (CDC) in Atlanta. Sie veröffentlichte 1983 den ersten deutschsprachigen Artikel über die Infektionskrankheit AIDS mit einem Kollegen vom Robert Koch-Institut und führte noch handschriftlich das erste anonymisierte Aidsregister in der Bundesrepublik Deutschland. Sie setzte sich auch in der Folgezeit für eine anonymisierte Meldepflicht bei HIV-Infektionen ein. Sie war 1994 Zeugin im dritten Untersuchungsausschuss des Bundestages „HIV-Infektionen durch Blut und Blutprodukte“.
Im Laufe des Jahres 1984 erkrankten immer mehr Menschen in Deutschland an Aids und viele dieser Patienten wurden auf der zweiten Inneren Abteilung des AVK aufgenommen und behandelt. Manfred L’age setzte die Versorgung der von Beginn an stigmatisierten Menschen gegen alle Widerstände durch und gestaltete seine Station um: Besuchszeiten wurden abgeschafft, die Station arbeitete eng mit der Aidshilfe und den niedergelassenen Ärzten zusammen und vielen weiteren Akteuren, die sich ineinander verzahnten und miteinander vernetzten, um die beste Versorgung für Menschen mit HIV oder AIDS sicherzustellen. Die psychosoziale Betreuung seiner Patienten war für Manfred L’age immer genauso wichtig wie eine optimale medizinische Versorgung und Pflege und so führte er Rooming’in in der Sterbephase ein. Das bedeutete, dass Lebenspartner, Angehörige, Freunde und die Mitarbeiter der Aidshilfe, die Sterbenden Tag und Nacht begleiten konnten. Dies war vorher in den Krankenhäusern der Bundesrepublik Deutschland undenkbar und sollte ein menschenwürdiges Sterben im Angesicht dieser unbarmherzigen und bedingungslosen Erkrankung ermöglichen. Bekannt geworden ist das Behandlungskonzept als Schöneberger-Modell.
„Mit dem Schöneberger Modell hat Manfred L’age ein bundesweites Leuchtturmprojekt initiiert, das sich heute in vielen anderen medizinischen Bereichen wiederfindet.“ Den persönlichen Umgang mit der medizinischen Katastrophe schilderte er einem seiner Patienten: „Früher war ein Todesfall auf meiner Station eher ein seltenes Ereignis. Heute geschieht es so oft, so unausweichlich, dass ich mich hilflos fühle. […] Aids ist eine Herausforderung, die wir gefühlsmäßig noch gar nicht richtig verstanden haben. Das ist sehr schwierig für mich.“
Bis in die 1990er Jahre hinein verlief eine HIV-Infektion tödlich, wenn das Immunsystem des infizierten Menschen so zerstört war, dass man vom Vollbild der Aidserkrankung sprach. Dann kamen wirksame Medikamente auf den Markt, die den Verlauf der Erkrankung völlig veränderten. Heute gilt die Infektion als medizinisch beherrschbar. Dennoch sterben noch immer viele Menschen in viel zu vielen Ländern an AIDS, da sie keinen oder nur eingeschränkten Zugang zu einer adäquaten medizinischen Versorgung haben. Die seit fast 40 Jahren weltweit betriebene HIV-Impfstoffforschung dauert an.

## Würdigungen
Die Berliner Aidshilfe schrieb zu seinem Tod: „Prof. Dr. Manfred L’age war eine besondere, beeindruckende Persönlichkeit und wir bedauern seinen Tod zutiefst. Für seine Menschlichkeit, seine Einzigartigkeit und bis heute fortwirkenden Verdienste werden wir ihm immer dankbar sein.“

## Auszeichnungen
- Träger des Bundesverdienstkreuzes 1. Klasse, verliehen am 17. Mai 2002[7]
- Reminders Day Award (ReD Award) – Preisträger 2008

## Publikationen
Diverse medizinische Veröffentlichungen sind bei PubMed abrufbar.